# Gilly-sur-Isère
Gilly-sur-Isère es una comuna francesa situada en el departamento de Saboya, en la región Auvernia-Ródano-Alpes.

## Demografía
| 834 | 1 008 | 1 349 | 1 829 | 2 320 | 2 457 | 2 869 | 2 798 | 2 973 |
| Para los censos de 1962 a 1999 la población legal corresponde a la población sin duplicidades (Fuente: INSEE [Consultar]) |       |       |       |       |       |       |       |       |